# Urðir (berg i Island, Norðurland eystra)
Urðir är ett berg i republiken Island. Det ligger i regionen Norðurland eystra, 300 km nordost om huvudstaden Reykjavík. Toppen på Urðir är 402 meter över havet.
Trakten runt Urðir är nära nog obefolkad, med mindre än två invånare per kvadratkilometer. Det finns inga samhällen i närheten. Trakten runt Urðir består i huvudsak av gräsmarker.